# Token passing
Token passing (przekazywanie znacznika) – jedna z deterministycznych metod dostępu do łącza danych (fizycznego medium). Metoda wykorzystywana w wielu strukturach sieciowych takich jak:
- Token ring,
- Token bus,
- Fiber Distributed Data Interface (FDDI).

## Sposób działania / Charakterystyka
Ogólna zasada działania polega na fakcie, iż tylko stacja posiadająca „token” (żeton) ma prawo do wysyłania danych do łącza danych. Pozostałe stacje w tym czasie nasłuchują nie przeszkadzając w jej transmisji. Po upływie określonego interwału czasu dokładnie zdefiniowanego poprzez protokół, „token” jest przekazywany do kolejnej stacji zgodnie z wcześniej ustaloną kolejnością. Metoda ta gwarantuje, iż każdy węzeł (stacja) dostanie dostęp do medium transmisyjnego na określoną ilość czasu i będzie mógł w tym czasie prowadzić niezakłóconą transmisję. Fizyczna postać „tokenu” jest bardzo różna i zdefiniowana przez twórców protokołu. Najczęściej jest to specjalna kontrolna wiadomość (ramka) zawierająca parametry określające zasady działania sieci. 
Ogólny schemat takiej ramki wygląda jak poniżej:
| | \| Preambuła spełnia role synchronizacji odbiornika oraz nadajnika, składa się ze specjalnej ściśle określonej sekwencji sygnałów. \| \| Ogranicznik początku ramki składa się z symboli J i K (kodowane w specjalny sposób inny niż symbole danych 0 i 1). \| \| Bajt kontrolny jest to bajt informacji określający następujące parametry: PPP – priorytet znacznika T – bit określający czy znacznik jest wolny czy zajęty M – bit określający czy dana ramka ma zostać usunięta przez stację kontrolna (monitor aktywny) RRR – bity określające rezerwację znacznika o podanym priorytecie. \| \| Ogranicznik końca ramki składa się z symboli J i K. Mają podobne znaczenie jak w ograniczniku początku natomiast bit E jest bitem oznaczającym wystąpienie błędu wykrytego przez którąkolwiek ze stacji. \| |
| Preambuła spełnia role synchronizacji odbiornika oraz nadajnika, składa się ze specjalnej ściśle określonej sekwencji sygnałów. | |
| Ogranicznik początku ramki składa się z symboli J i K (kodowane w specjalny sposób inny niż symbole danych 0 i 1). | |
| Bajt kontrolny jest to bajt informacji określający następujące parametry: PPP – priorytet znacznika T – bit określający czy znacznik jest wolny czy zajęty M – bit określający czy dana ramka ma zostać usunięta przez stację kontrolna (monitor aktywny) RRR – bity określające rezerwację znacznika o podanym priorytecie. | |
| Ogranicznik końca ramki składa się z symboli J i K. Mają podobne znaczenie jak w ograniczniku początku natomiast bit E jest bitem oznaczającym wystąpienie błędu wykrytego przez którąkolwiek ze stacji. | |

Determinizm w metodzie token passing polega na fakcie, iż istnieje możliwość wyznaczenia maksymalnego odstępu czasu jaki musi upłynąć, aby dana stacja końcowa mogła transmitować dane (w przeciwieństwie np. do CSMA/CD).
Protokoły oparte na bazie „tokenu” w odróżnieniu do Ethernetu nie muszą współzawodniczyć o medium. Każda stacja ma swój ściśle określony interwał czasu, w którym żadna inna stacja nie będzie jej przeszkadzać w transmisji. Pozwala to na stworzenie usług o ściśle określonej niezawodności oraz dostępności. Nie występuje tu zjawisko kolizji pakietów, gdyż tylko jedna stacja w danej chwili transmituje informacje. Pozwala to na podniesienie wydajność całej sieci, co staje się bardziej zauważalne wraz ze wzrostem ilość stacji.

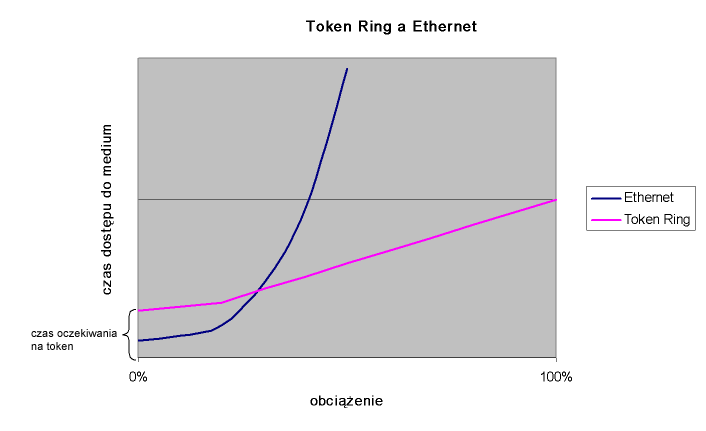
Wykres czasu dostępu do medium od obciążenia w sieci

## Proces transmisji danych
Transmisji danych przy wykorzystaniu metody "token passing" wygląda następująco: 
- stacja, która chce wysłać dane ustawia znacznik zajętości tokenu i dołącza do niego dane,
- pakiet jest przekazywany od stacji do stacji, aż nie dotrze do stacji docelowej,
- odbiorca kopiuje pakiet do swojego bufora, a sam pakiet wysyła do swojego sąsiada,
- pakiet jest usuwany przez stację go wysyłającą. Stanowi to potwierdzenie dla nadawcy, że informacje dotarły do stacji docelowej,
- po skasowaniu pakietu bit zajętości w tokenie zostaje zresetowany, a sam token przekazany do następnej stacji.

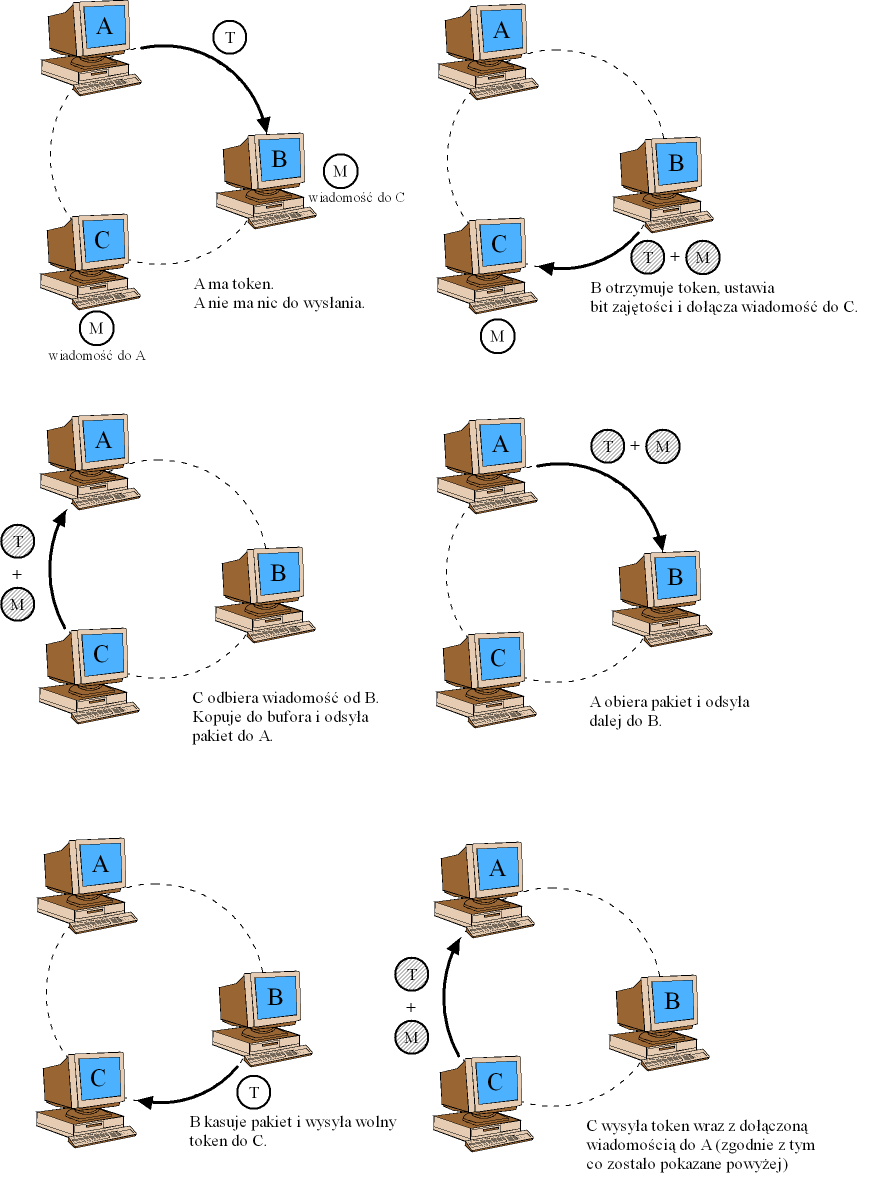
Proces krążenia tokenu pomiędzy stacjami